# تور اعتراف‌ها
تور اعتراف‌ها (به انگلیسی: Confessions Tour) هفتمین تور کنسرت مدونا خواننده و ترانه‌سرا آمریکایی بود که برای حمایت از دهمین آلبوم استودیویی او، اعتراف‌ها بر روی جایگاه رقص (۲۰۰۵) راه‌اندازی شد. این تور در ۲۱ می ۲۰۰۶ در اینگلوود آغاز شد و در ۲۱ سپتامبر در توکیو با بازدید از آمریکای شمالی و اوراسیا به پایان رسید. علاوه بر این، اولین کنسرت مدونا در روسیه، جمهوری چک و دانمارک بود. مانند تورهای گذشتهٔ خواننده، آن را به کنش‌های موضوعی مختلف تقسیم کردند: سوارکاری، بادیه‌نشینان، گلم راک، و دیسکو. به‌طور کلی تور بازخوردهای مثبتی دریافت کرد، اگرچه اجرای مدونا از تک آهنگ او در سال ۱۹۸۶ "Live to Tell" که او را بر روی یک صلیب آینه ای غول پیکر آویزان کرد و تاجی از خار بر سر داشت، با واکنش منفی شدید گروه‌های مذهبی مواجه شد. اجرا در استادیوم المپیک رم به عنوان اقدامی خصمانه علیه کلیسای کاتولیک رم توسط رهبران مذهبی محکوم شد. مدونا در پاسخ گفت که هدف اصلی او از این اجرا جلب توجه به میلیون‌ها کودکی است که در آفریقا می‌میرند.
کنسرت‌های اوت در ورزشگاه ومبلی لندن به‌صورت حرفه‌ای فیلم‌برداری شد و به‌عنوان ویژه‌نامه زنده از ان‌بی‌سی با عنوان «مدونا: توره زنده اعتراف‌ها» (به انگلیسی: Madonna: The Confessions Tour Live) پخش شد. پس از آن، به عنوان یک آلبوم زنده و روی DVD تحت عنوان تور اعتراف‌ها منتشر گردید.